# Sterling (hrabstwo Polk)
Sterling – miasto w Stanach Zjednoczonych, w stanie Wisconsin, w hrabstwie Polk.